# Britt Lightning
Britt Lightning (Boston; 2 de enero de 1985) es una músico estadounidense, conocida mayormente por ser la guitarrista de la banda de glam metal Vixen desde 2017 en adelante. Inició su carrera en la agrupación femenina Jaded (2004-2011) y estuvo un año presentándose en el Queens Theatre in the Park de Nueva York como parte del elenco del musical de rock Chix6 (2011). En los años posteriores salió de gira como parte de los músicos de Alejandro Sanz (2012-2014), Jason Derulo (2013) y Rachel Platten (2015-2016), que le permitió tocar en algunos festivales de música y en programas de televisión como Good Morning America y America's Got Talent.

## Biografía
Influida por los guitarristas George Lynch, Steve Vai, Eddie Van Halen y Yngwie Malmsteen, Britt inició su carrera en 2004 en la banda femenina de hard rock Jaded. Junto a ellas grabó un álbum de estudio en 2006 y estuvo en la banda hasta 2011, cuando renunció para unirse al elenco del musical de rock Chix6 en el papel de la guitarrista Lick. Entre 2012 y 2014 fue la guitarrista del cantante Alejandro Sanz en la gira promocional del álbum La música no se toca (2012). Entre 2015 y 2016 fue parte de los músicos que acompañaron a la cantante Rachel Platten en las presentaciones en vivo por los Estados Unidos. Tras ello ingresó a una banda femenina tributo a Guns 'N Roses, que le permitió tocar en la prefiesta del Monsters of Rock Cruise (2017), lugar donde se le ofreció el puesto de Gina Stile en el grupo Vixen.

## Discografía
con Jaded
- 2006: Jaded

con Alejandro Sanz
- 2013: La música no se toca - en vivo

con Vixen
- 2018: Live Fire